# Troodos
Os Montes Troodos são uma cordilheira do centro-sudoeste de Chipre. O ponto mais alto dos Montes Troodos e também o mais alto da ilha, é o Monte Olimpo, com 1952 m de altitude.
A cadeia montanhosa estende-se por grande parte do lado ocidental de Chipre, ocupando quase metade da ilha. É formada por rochas eruptivas, caracterizadas por profundas incisões.
Destaca-se o seu complexo de exemplares não perturbados de ofiolite, um dos mais bem preservados e estudados no mundo.
Troodos formou-se há 80 milhões de anos devido à colisão das placas tectónicas africana e europeia, no mesmo processo que com o tempo formou a ilha de Chipre.
Estas montanhas são populares para recreio, com actividades como trekking no verão e esqui no inverno.
Além das localidades turísticas, nestas montanhas encontram-se dispersos mosteiros e igrejas bizantinos, alguns dos quais estão classificados como Património da Humanidade pela UNESCO no sítio denominado Igrejas Pintadas na Região de Troodos.

## Galeria

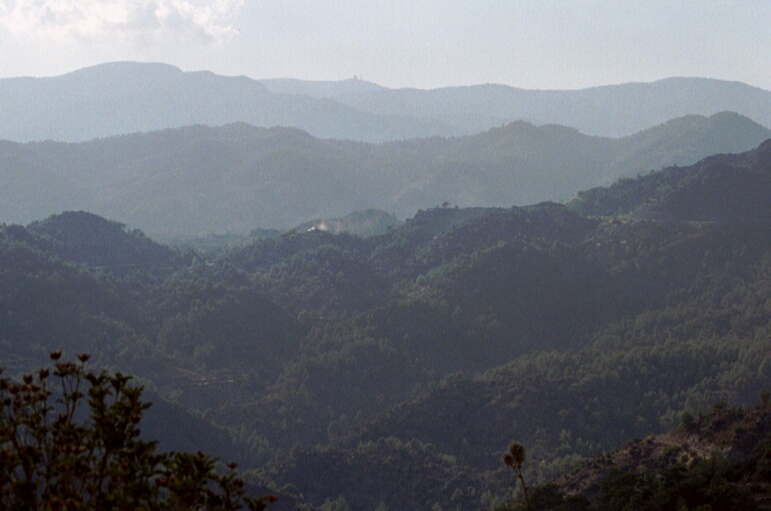
Paisagem dos Montes Troodos
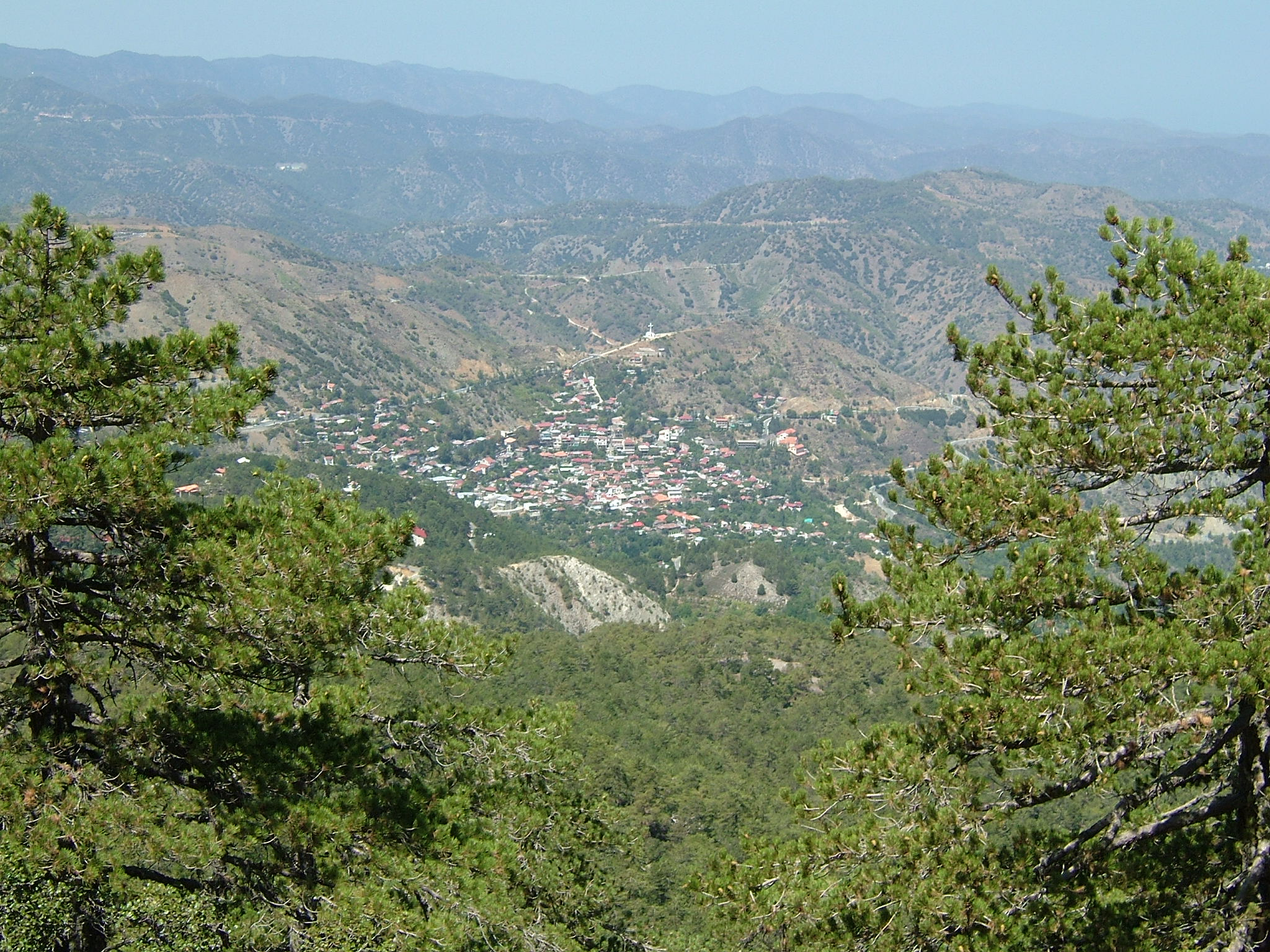
A localidade de Pedoulas
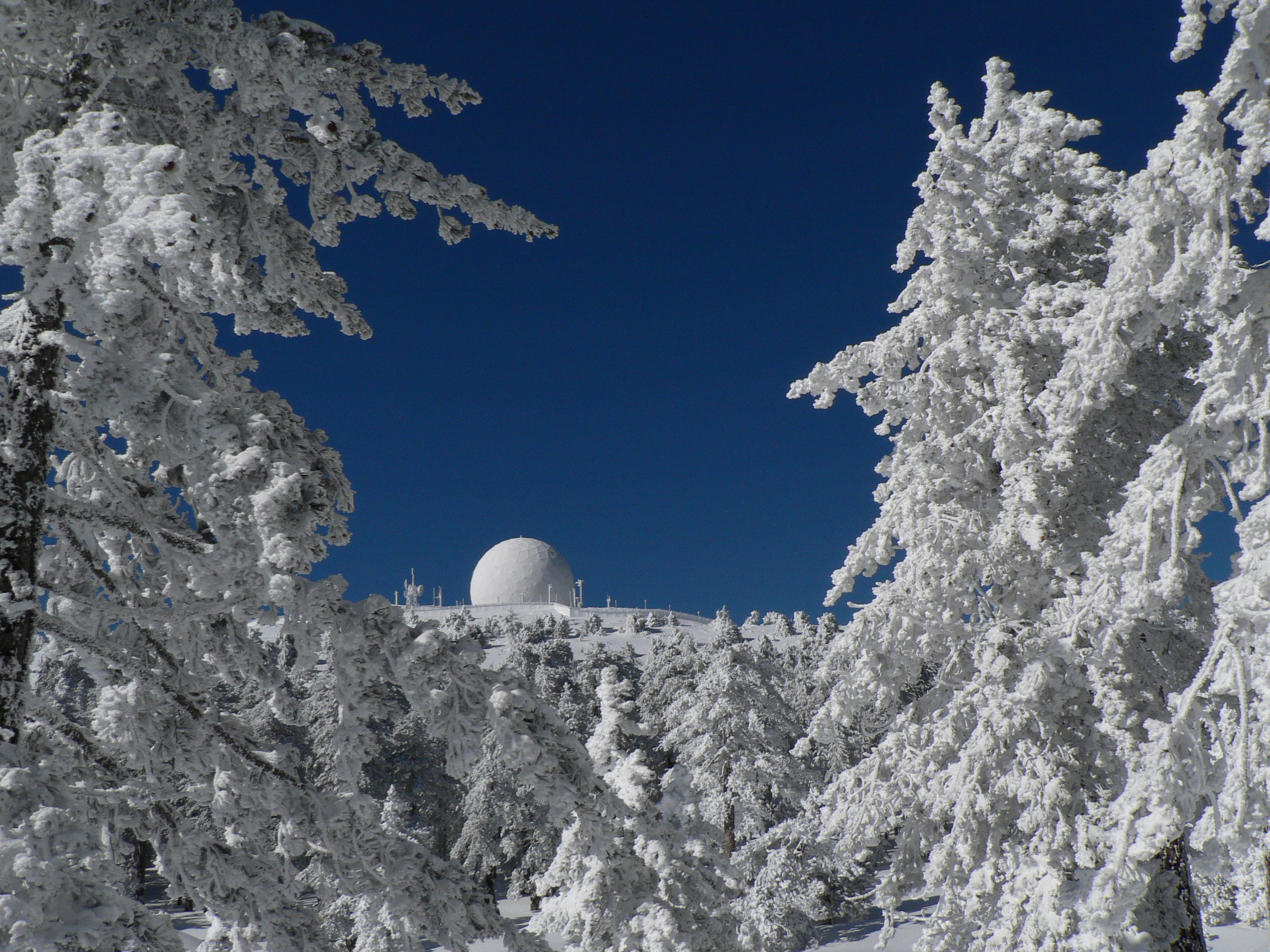
Radar da RAF no alto de Chionistra, no inverno
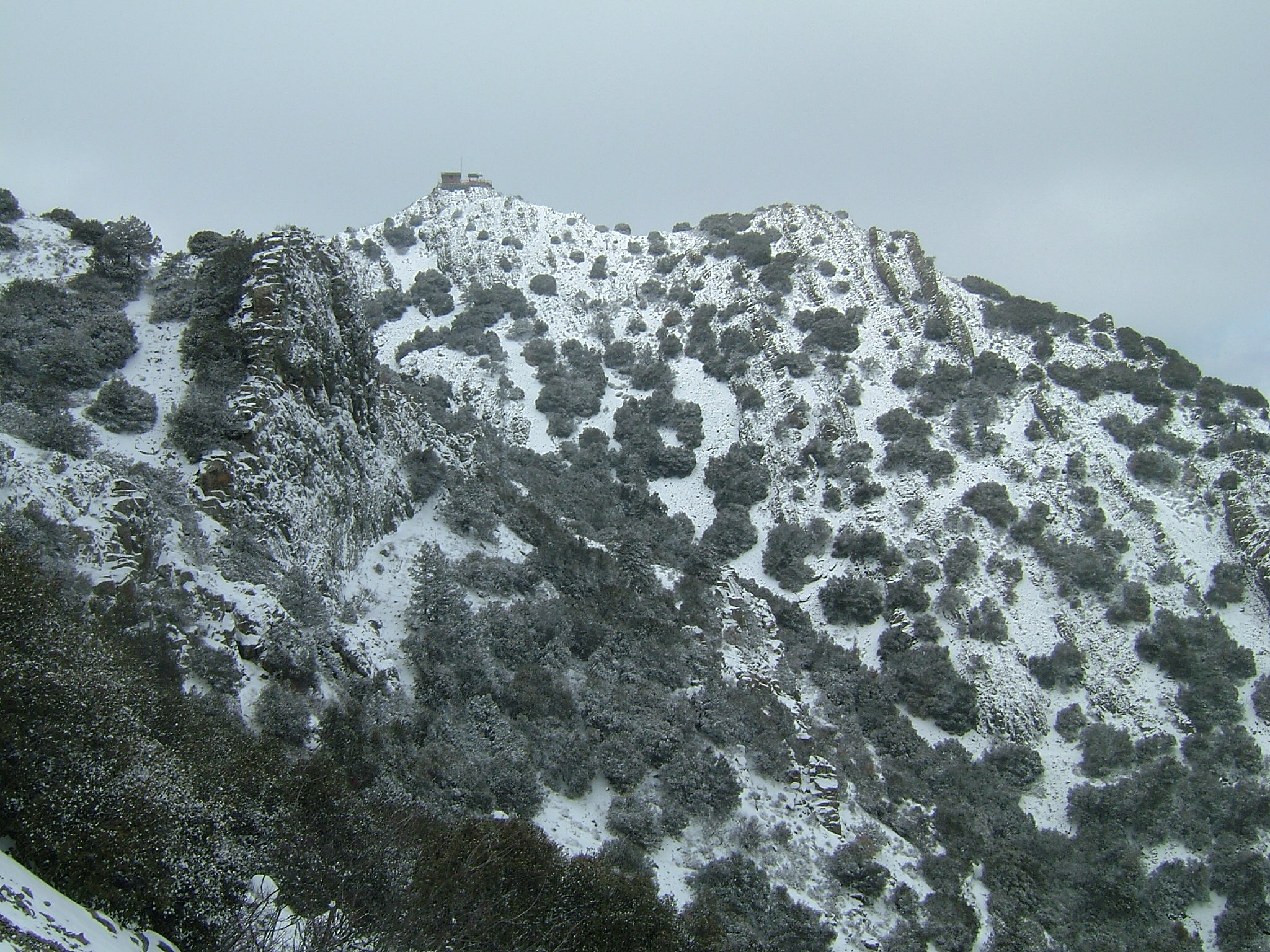
O Pico Madari (1612 m) no inverno
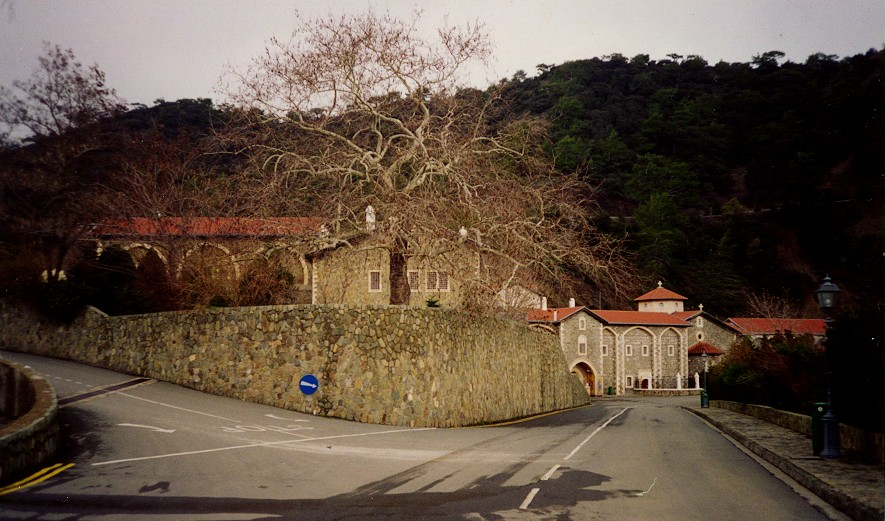
Mosteiro de Kikkos
Fresco de um Pantocrator na igreja de AsinouFresco de um Pantocrator na igreja de Asinou